# Saved from Court Martial
Pour plus de détails, voir Fiche technique et Distribution.
Saved from Court Martial (littéralement : Sauvé de la cour martiale) est un film muet américain réalisé par George Melford, sorti en 1912.

## Fiche technique
- Titre : Saved from Court Martial
- Réalisation : George Melford
- Assistant-réalisateur : Storm Boyd
- Scénario : Marshall Neilan
- Musique :
- Producteur :
- Société de production : Kalem Company
- Société de distribution : General Film Company (États-Unis)
- Pays de production :  États-Unis
- Langue : film muet avec les intertitres en anglais américain
- Métrage : 300 m (1 bobine)
- Format : Noir et blanc — 35 mm — 1,33:1 — Muet
- Genre : Film dramatique
- Durée : 10 minutes
- Dates de sortie : 
  - États-Unis : 31 août 1912

## Distribution
- Guy Coombs (en) : Ned Ferry
- Miriam Cooper : Undine
- Helen Lindroth : la mère d'Ondine
- Hal Clements (en) : le général confédéré